# デイヴ・ボール
デイヴ・ボール（Dave Ball、1950年3月30日 - 2015年4月1日）は、イングランドのギタリスト。ロック・バンドのプロコル・ハルムの元メンバー。ニュージーランドを拠点として、世界を舞台に活動した。

## 略歴
1950年、イギリス第2の都市バーミンガムのハンズワース（Handsworth）地区に生まれた。
1971年、音楽誌『メロディ・メイカー』の広告記事を見た彼は、自分のバンドを作るために脱退したロビン・トロワーの代わりにプロコル・ハルムに加わった。
彼の演奏は、プロコル・ハルムのライブ・アルバムで、しかも最も売れたアルバムである『プロコル・ハルム・ライヴ〜イン・コンサート・ウィズ・ザ・エドモントン・シンフォニー・オーケストラ』で聴ける。1972年、アルバム『グランド・ホテル』のレコーディング・セッション中、ロング・ジョン・ボールドリーと演奏するために脱退した。
1973年には元ジェフ・ベック・グループのコージー・パウエル（ドラムス）とベドラム（Bedlam）を結成。彼等はフェリックス・パパラルディのプロデュースでアルバム『狂人どもの舞踏会』を発表した。
2015年4月1日、大腸がんにより死去。65歳没。